# Pentaprisma

Meest algemene vorm van een pentaprisma

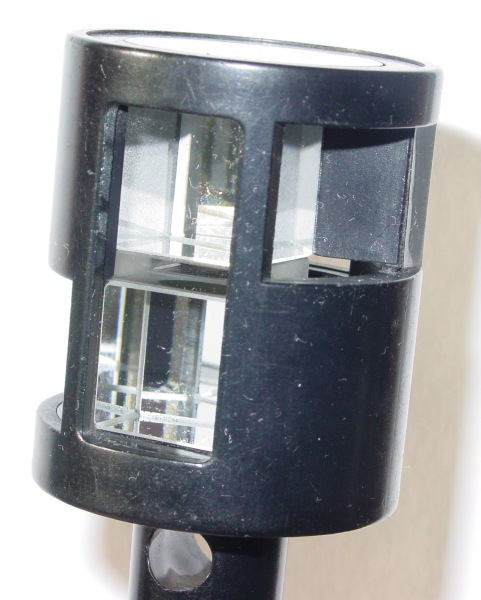
Dubbel pentaprisma voor landmeetkunde

Een pentaprisma of pentagoonprisma is in zijn algemeenheid een vijfzijdig prisma (van Grieks πεντε pentè = vijf). Het wordt gekenmerkt door vijf vlakken die evenwijdig zijn aan één lijn.
In de geometrische optica worden pentaprisma’s veel gebruikt, vooral in spiegelreflexcamera’s en bepaalde landmeetkundige instrumenten.
Het grondvlak en het bovenvlak (overeenkomend met de donkerbruine vlakken in de bovenste afbeelding hiernaast) zijn hierbij meestal evenwijdig en spelen optisch geen rol. Van de andere vijf vlakken, waaraan het pentaprisma zijn naam dankt, worden er vier optisch gebruikt en wel twee als in- en uittreevlak en twee als reflectievlak. In- en uittreevlak staan gewoonlijk loodrecht op elkaar. De reflectievlakken zijn verspiegeld omdat de invalshoeken van het licht te steil zijn voor totale reflectie.
Deze pentaprisma’s zetten een beeld om in een beeld in een vlak loodrecht op het eerste vlak. In een camera vormt het objectief een beeld dat 180° gedraaid is, dus onder en boven zowel als links en rechts zijn verwisseld. De 45°-spiegel in een spiegelreflexcamera zet onder en boven weer goed op het matglas, maar links en rechts zijn dan nog steeds verwisseld. Als in de zoeker een simpele 45°-spiegel zou worden gebruikt, zou het beeld opnieuw ondersteboven staan. Neemt men in plaats van deze tweede 45°-spiegel een pentaprisma, dan is het beeld weer hetzelfde als op het matglas: boven en onder staan goed. Immers bij elke spiegeling wordt onder en boven verwisseld. Er is nu eenmaal door de 45°-spiegel en tweemaal door het pentaprisma gespiegeld. Daar het objectief het beeld 180° had geroteerd, staat het beeld door het oneven aantal spiegelingen nu overeind. Alleen zijn links en rechts zijn nog steeds verwisseld. Dit laatste wordt gecorrigeerd door het pentaprisma van een dakkant te voorzien (zie Dakkantprisma hieronder).
In de landmeetkunde wordt een dubbel pentaprisma gebruikt voor het uitzetten van rechte hoeken op een meetlijn. Het dubbele prisma zit in een houder waar een schietlood aan wordt gehangen dat in de vrije hand boven het hoekpunt van de uit te zetten hoek wordt gehouden. Door in het ene prisma te kijken naar een op de meetlijn geplaatste jalon en een andere jalon zodanig op een lijn haaks op de meetlijn te plaatsen dat de reflectie van die jalon in het andere prisma in het verlengde komt van de jalon op de meetlijn, is de rechte hoek vastgelegd. 

## Dakkantprisma
Het zogenoemde dakkant-pentaprisma of kort dakkantprisma is een variant van het pentaprisma. Hierbij is één spiegelend oppervlak (gewoonlijk datgene wat tegenover het intreevlak zit) vervangen door twee onderling loodrechte spiegelende vlakken. Hierdoor worden links en rechts verwisseld. Strikt wiskundig gezien is het dakkant-pentaprisma eigenlijk geen prisma meer.
Dit type prisma is vooral bekend van de zoeker van spiegelreflexcamera’s. Het licht van het horizontaal liggende matglas wordt hier door het dakkantprisma zodanig naar het oculair geleid, dat men het beeld rechtopstaand en niet-spiegelverkeerd ziet. Dat het beeld rechtop blijft staan (net als op het matglas) wordt bereikt door het pentaprisma zelf, terwijl het corrigeren van de verwisseling van links en rechts door het dakkantgedeelte wordt verzorgd.
De prisma’s liggen in deze afbeeldingen op hun kant; grond- en bovenvlak (die optisch geen rol spelen) staan verticaal.
De camerafabrikant Asahi heeft in de jaren 1950 dit dakkantprisma ingevoerd en is daarna eerst de naam "Asahi Pentax" en later "Pentax" gaan voeren, die afgeleid is van de term pentaprisma.